# Xã McCracken, Quận Christian, Missouri
Xã McCracken (tiếng Anh: McCracken Township) là một xã thuộc quận Christian, tiểu bang Missouri, Hoa Kỳ. Năm 2010, dân số của xã này là 2.121 người.